# Iresioides
Iresioides is een kevergeslacht uit de familie van de boktorren (Cerambycidae). De wetenschappelijke naam van het geslacht werd voor het eerst geldig gepubliceerd in 1858 door Thomson.

## Soorten
Iresioides omvat de volgende soorten:
- Iresioides aeneola (Fairmaire, 1899)
- Iresioides aldabrensis (Linell, 1897)
- Iresioides auricollis Breuning & Villiers, 1968
- Iresioides basalis (Gahan, 1890)
- Iresioides beaumontii (Desjardins, 1838)
- Iresioides cyanipennis (Fairmaire, 1903)
- Iresioides ferox Thomson, 1858
- Iresioides flavovittata (Waterhouse, 1880)
- Iresioides humeralis (Castelnau, 1840)
- Iresioides lineatopunctata (Waterhouse, 1880)
- Iresioides perrieri (Fairmaire, 1899)
- Iresioides peyrierasi Breuning & Villiers, 1968
- Iresioides scapularis (Fairmaire, 1903)